# Гірська сільська рада (Бориспільський район)
| Гірська сільська рада — орган місцевого самоврядування у Бориспільському районі Київської області з адміністративним центром у с. Гора. Історична дата утворення: 28 серпня 1971 року . Сільській раді підпорядковані населені пункти: - с. Гора |

## Склад ради
Рада складається з 20 депутатів та голови.

### Керівний склад ради
| ПІБ                       | Основні відомості                                                 | Дата обрання | Дата звільнення |
| ------------------------- | ----------------------------------------------------------------- | ------------ | --------------- |
| Шиян Надія Миколаївна     | Сільський голова, 1956 року народження, освіта, позапартійна      | 26.03.2006   | 31.10.2010      |
| Шиян Надія Миколаївна     | Сільський голова, 1956 року народження, освіта вища, позапартійна | 31.10.2010   | 26.10.2015      |
| Дмитрів Роман Миколайович | Сільський голова,1975 року народження, освіта вища                | 26.10.2015   |                 |

Примітка: таблиця складена за даними джерела